# Jack Haley (cestista)
Jack Kevin Haley (Long Beach, 27 gennaio 1964 – Los Alamitos, 16 marzo 2015) è stato un cestista e allenatore di pallacanestro statunitense, professionista nella NBA, in Spagna e in Grecia.

## Carriera
È stato selezionato dai  Chicago Bulls al quarto giro del Draft NBA 1987 (79ª scelta assoluta).
Nella stagione 1995-1996 si è aggiudicato il titolo NBA coi Chicago Bulls, pur scendendo in campo in un solo incontro in stagione
È scomparso nel 2015 all'età di 51 anni a seguito di problemi cardiaci.

## Statistiche

### College
| Anno       | Squadra     | PG | PT | MP   | TC%  | 3P% | TL%  | RP  | AP  | PRP | SP  | PP  |
| ---------- | ----------- | -- | -- | ---- | ---- | --- | ---- | --- | --- | --- | --- | --- |
| 1984-1985† | UCLA Bruins | 25 | 0  | 5,0  | 40,9 | -   | 41,2 | 1,7 | 0,2 | 0,0 | 0,1 | 1,0 |
| 1985-1986  | UCLA Bruins | 29 | 21 | 24,4 | 38,0 | -   | 72,1 | 6,3 | 0,6 | 0,2 | 0,4 | 4,3 |
| 1986-1987  | UCLA Bruins | 32 | 32 | 23,1 | 46,7 | -   | 61,9 | 4,7 | 0,9 | 0,2 | 0,5 | 5,2 |
| Carriera   | Carriera    | 86 | 53 | 18,3 | 42,5 | -   | 63,6 | 4,4 | 0,6 | 0,2 | 0,3 | 3,7 |

### NBA

#### Regular Season
| Anno       | Squadra           | PG  | PT | MP   | TC%  | 3P% | TL%  | RP  | AP  | PRP | SP  | PP  |
| ---------- | ----------------- | --- | -- | ---- | ---- | --- | ---- | --- | --- | --- | --- | --- |
| 1988-1989  | Chicago Bulls     | 51  | 1  | 5,7  | 47,4 | -   | 78,3 | 1,4 | 0,2 | 0,2 | 0,0 | 2,2 |
| 1989-1990  | Chicago Bulls     | 11  | 0  | 5,3  | 45,0 | -   | 100  | 1,6 | 0,4 | 0,0 | 0,1 | 2,3 |
| 1989-1990  | N.J. Nets         | 56  | 26 | 18,3 | 39,4 | 0,0 | 66,1 | 5,0 | 0,4 | 0,3 | 0,2 | 6,0 |
| 1990-1991  | N.J. Nets         | 78  | 18 | 15,1 | 46,9 | -   | 61,9 | 4,6 | 0,4 | 0,3 | 0,3 | 5,6 |
| 1991-1992  | L.A. Lakers       | 49  | 9  | 8,0  | 36,9 | -   | 48,3 | 1,9 | 0,1 | 0,1 | 0,2 | 1,6 |
| 1993-1994  | San Antonio Spurs | 28  | 0  | 3,4  | 43,8 | -   | 81,0 | 0,9 | 0,0 | 0,0 | 0,0 | 2,1 |
| 1994-1995  | San Antonio Spurs | 31  | 0  | 3,8  | 42,6 | 0,0 | 65,6 | 0,9 | 0,1 | 0,1 | 0,2 | 2,4 |
| 1995-1996† | Chicago Bulls     | 1   | 0  | 7,0  | 33,3 | -   | 50,0 | 2,0 | 0,0 | 0,0 | 0,0 | 5,0 |
| 1996-1997  | N.J. Nets         | 20  | 0  | 3,7  | 35,1 | -   | 73,7 | 1,6 | 0,3 | 0,1 | 0,1 | 2,0 |
| 1997-1998  | N.J. Nets         | 16  | 0  | 3,2  | 27,8 | 0,0 | 57,1 | 0,9 | 0,0 | 0,0 | 0,1 | 1,4 |
| Carriera   | Carriera          | 341 | 54 | 9,6  | 42,5 | 0,0 | 65,5 | 2,7 | 0,2 | 0,2 | 0,1 | 3,5 |

#### Playoffs
| Anno     | Squadra           | PG | PT | MP  | TC%  | 3P% | TL%  | RP  | AP  | PRP | SP  | PP  |
| -------- | ----------------- | -- | -- | --- | ---- | --- | ---- | --- | --- | --- | --- | --- |
| 1989     | Chicago Bulls     | 5  | 0  | 1,4 | 66,7 | -   | 50,0 | 0,2 | 0,2 | 0,0 | 0,0 | 1,0 |
| 1992     | L.A. Lakers       | 2  | 0  | 6,0 | 25,0 | -   | -    | 0,5 | 0,5 | 0,0 | 0,0 | 1,0 |
| 1994     | San Antonio Spurs | 3  | 0  | 3,7 | 50,0 | -   | 83,3 | 2,3 | 0,7 | 0,0 | 0,0 | 4,3 |
| 1995     | San Antonio Spurs | 4  | 0  | 3,3 | 14,3 | -   | 50,0 | 1,5 | 0,0 | 0,0 | 0,3 | 0,8 |
| Carriera | Carriera          | 14 | 0  | 3,1 | 36,4 | -   | 70,0 | 1,1 | 0,3 | 0,0 | 0,1 | 1,6 |

## Palmarès
- Campione NIT (1985)
- Campionato NBA: 1

Chicago Bulls: 1996